# Tetragnatha pallescens
Tetragnatha pallescens là một loài nhện trong họ Tetragnathidae.
Loài này thuộc chi Tetragnatha. Tetragnatha pallescens được miêu tả năm 1903 bởi F. Octavius Pickard-Cambridge.